# A marsi
A marsi Andy Weir amerikai író bemutatkozó regénye. Eredetileg magánkiadásként jelent meg 2011-ben, később a Crown Publishing a jogok megvásárlását követően 2014-ben újra kiadta. Ez egy sci-fi regény, a történet középpontjában Mark Watney amerikai asztronauta áll, aki egyedül marad a Marson, így rögtönöznie kell a túlélése érdekében. Úgy is jellemzik, hogy az Apolló 13 találkozik a Számkivetettel. A Mentőexpedíció a könyv filmadaptációja, amit 2015 októberében mutattak be, ennek rendezője Ridley Scott, a főszerepet Matt Damon játssza.

## Történet
|  | Alább a cselekmény részletei következnek! |

Mark Watney botanikus és gépészmérnök, NASA asztronauta, véletlenül hátra lett hagyva a Marson, mikor az Ares 3 küldetés legénysége elhagyta az Acidalia Planitia landolási helyszínt egy erős homokvihar miatt. Watneyt átdöfte egy antenna az evakuálás ideje alatt, tönkretéve az EVA ruhájának biomonitor számítógépét, így a legénység további öt tagja halottnak hiszi. Viszonylag kis sérülést szenvedett, de nem tud kapcsolatba lépni a Földdel, így Watneynek latba kell vetnie a tudományos és műszaki képességeit a túléléshez, burgonyákat kell termesztenie a legénység marsi szállásán (vagyis a Lakban) és hidrazint égetnie vízkinyeréshez. Naplóbejegyzéseket készít a tapasztalatairól a jövőbeli űrhajósok számára. A NASA rájön, hogy Watney életben van, mikor a landolási helyszínről készült műholdképeken felfedezik tevékenységeit; módot keresnek a megmentésére, de eltitkolják életben maradását az Ares 3 legénységének többi tagja előtt, hogy azok a Föld felé tartó útjukra koncentrálhassanak, amit a Hermes űrhajón tesznek meg.

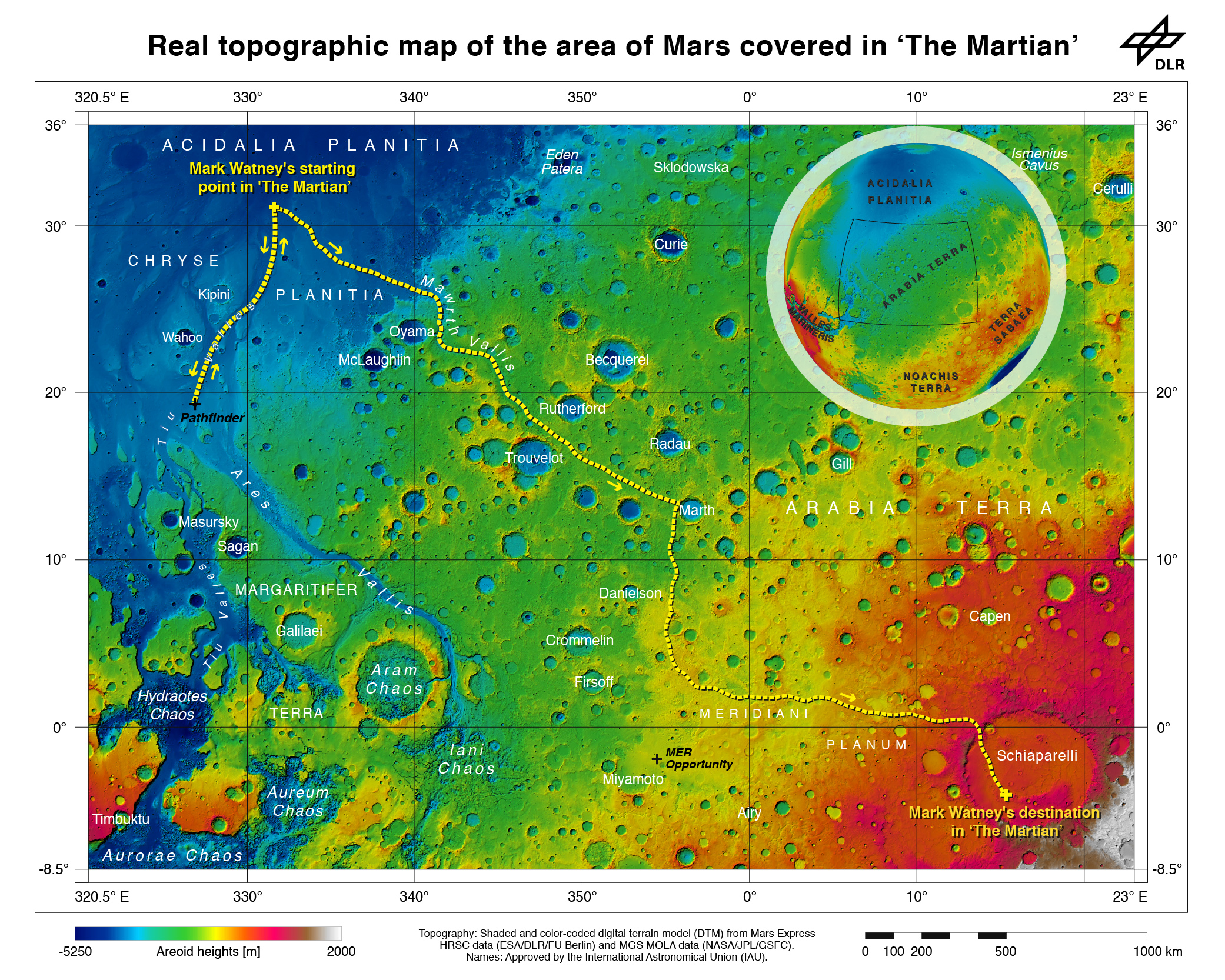
Mark Watney Marson megtett útja

Watney azt tervezi, hogy 3200 km-t vezet a Schiaparelli kráterig, ahol az Ares 4 küldetés landolni fog négy év múlva. Megkezdi az Ares 3 marsjárójának módosítását, napelemek és extra akkumulátor felszerelésével. Egy hosszú próbautat tesz meg, hogy megszerezze a Pathfinder landoló egységet és a Sojourner rovert, majd visszavigye a Lakhoz azokat, hogy kapcsolatba léphessen a Földdel. Mitch Henderson, az Ares 3 repülésirányítója meggyőzi a NASA igazgatóját, Teddy Sanderst, hogy elmondhassa az Ares 3 legénységének Watney túlélését; a társai megdöbbenek ennek hallatán, kivéve Melissa Lewis parancsnokot, aki bűntudatot érez Watney hátrahagyása miatt.
Mikor Watney a második burgonya betakarítására készül, a légzsilipnél egy szakadás keletkezik a Lak ponyváján, kilyukasztva azt. A nyomás ellövi a légzsilipet Watneyvel együtt, felsértve űrruhája arclemezét. Watney túléli és kijavítja a Lakot, de a növényei elhaltak, így ismét éhhalállal nézhet szembe. A NASA ezért megfeszített tempóban előkészít egy pilóta nélküli szondát Watney ellátására, de a szonda rakétája felrobban a kilövést követően. Egy megállapodás a Kínai Nemzeti Űrügynökséggel biztosítja az újbóli próbálkozást, de nincs idő finom landolási rendszert építeni hozzá, így a NASA kilátásba helyezi, hogy olyat épít, ami kibírja a becsapódást. Ezalatt az orbitális pályákkal foglalkozó Rich Purnell talál egy olyan hintamanővert, amivel a Hermes és az Ares 3 legénysége visszajuthat a Marshoz egy meghosszabbított küldetéssel Watney megmentésére, a kínai rakétát használva fel az ellátmányi szondát feljuttatva a Hermes-nek, mikor az elhalad a Föld mellett. Sanders ellenzi a "Rich Purnell manővert", mivel az túl kockázatos a legénységnek, de Mitch titokban elküldi a terv részleteit a Hermes-nek. Watney mind az öt társa beleegyezik a megvalósításba, és miután megkezdik a manővert, a NASA kénytelen ellátmányt küldeni a hajóra az életben tartásuk érdekében.
Watney folytatja a marsjáró átalakítását, mivel az új mentési terv szerint el kell jutnia az Ares 4 tervezett leszállási helyéhez és el kell hagynia a Mars felszínét a Marsi Felszálló Egységgel (MFE), ami a hosszú előkészületi idő miatt már korábban pilóta nélküli leszállást hajtott végre a helyszínen. Miközben a marsjárón dolgozik, Watney véletlenül rövidre zárja a Pathfinder elektronikáját, elvesztve ezzel a kapcsolatot a Földdel. Az ellátmány szondája elindul és sikeresen csatlakozik a Hermes-hez. Mikor Watney a Schiaparelli kráter felé halad, a NASA felfedezi, hogy homokvihar fogja keresztezni Watney útvonalát, ami potenciálisan meghosszabbíthatja az utazást, mivel a marsjáró napelemei nem működnek hatékonyan, de nem tudják figyelmeztetni a közelgő veszélyre. Miközben áthalad az Arabia Terrán, Watney észreveszi a közelgő vihart, nagyjából leméri a sebességét és az irányát, elősegítve, hogy megkerülje a vihart.
A Schiaparellibe való lejutás alatt a marsjáró felborulását túlélve, Watney odaér az MFE-hez és újra kapcsolatba lép a NASA-val. Megkapja az MFE gyökeres átalakításának utasításait, amik ahhoz szükségesek, hogy a súlyt csökkentve elérje a Hermes-t az elrepülésnél. A módosítások miatt egy nagy lyuk keletkezik az MFE elején, amit Watney a Lak ponyvájával fed be. A kilövés során a ponyva elszakad, lelassítva a felszállást, így az MFE túlságosan távol van a Hermes-től, hogy Watneyt megmenthessék. Lewis kieszel egy tervet, hogy elérjék a MFE-t és felhasználják a Hermes pozíciós hajtóműveit, majd lelassítanak az MFE sebességére egy lyukat robbantva a Hermes első légzsilipére egy rögtönzött cukor- és folyékony oxigén-bombával. A legénység egyik tagja kötélre erősítve használja a Manuális Manőverező Egységet, hogy elérje Watneyt és a MFE-ről, majd a Hermes fedélzetére hozza. Az utolsó naplóbejegyzésben Watney a megmenekülése miatti örömét fejezi ki.
|  | Itt a vége a cselekmény részletezésének! |

## Kiadása
Andy Weir, egy részecskefizikus fia, némi informatikai háttérrel. A könyvet 2009-ben kezdte írni, kutatást végezve a könyvhöz, hogy az a lehető legélethűbb legyen, meglévő technológiákon alapuljon. Weir tanulmányozta az orbitális mechanikát, a csillagászat és az emberi űrrepülés történelmét. Kijelentette, hogy tudja a könyvben szereplő összes nap pontos dátumát.
Miután az irodalmi ügynökségektől visszautasítást kapott a könyv kiadásához, Weir eldöntötte, hogy ingyen felteszi a saját weboldalára fejezetenként folytatólagosan. A rajongók kérésére egy Amazon Kindle változat is elérhetővé vált az Amazon.comon 99 centért (a legkisebb beállítható összeg). A Kindle kiadás felkerült az Amazon bestseller listájára sci-fi kategóriában, ahol 35 000 példányban töltötték le három hónap alatt. Ez felkeltette a kiadók figyelmét is: a Podium Publishing, egy hangoskönyv-kiadó, 2013 januárjában megszerezte a hangoskönyv kiadásának jogát. A nyomtatási jogokat a Crown szerezte meg 2013 márciusában, hat számjegyű összegért.
A könyv felkerült a New York Times bestseller-listájára 2014. március 2-án, keményfedelű fantasztikum kategóriában a 12. helyre.
Magyarországon a Fumax kiadó adta ki keményfedeles formában (2014).

## Magyarul
- A marsi; ford. Rusznyák Csaba; Fumax, Bp., 2014